# ⱽ
ⱽ, appelé V majuscule en exposant, V majuscule supérieur ou lettre modificative majuscule V, est un symbole phonétique utilisé dans certaines versions de l’alphabet phonétique ouralique. Il est composé d’un V majuscule ‹ V › mis en exposant.

## Représentations informatiques
La lettre modificative V majuscule peut être représenté avec les caractères Unicode suivants (Latin étendu – C) :
| formes       | représentations | chaînes de caractères | points de code | descriptions                    | note                            |
| ------------ | --------------- | --------------------- | -------------- | ------------------------------- | ------------------------------- |
| modificative | ⱽ               | ⱽ                     | U+2C7D         | lettre modificative majuscule v | codé pour le symbole phonétique |

## Sources
- (de) H. Paasonens, Mordwinisches Wörterbuch, zusammengestellt von Kaino Heikkilä, vol. 1, Helsinki, Suomalais-Ugrilainen Seura, coll. « Lexica Societatis Fenno-Ugricae » (no 23), 1990
- (en) Klaas Ruppel, Jack Rueter et Erkki Kolehmainen, Proposal for Encoding 3 Additional Characters of the Uralic Phonetic Alphabet (no L2/06-215, N3070), 7 avril 2006 (lire en ligne)